# Modà

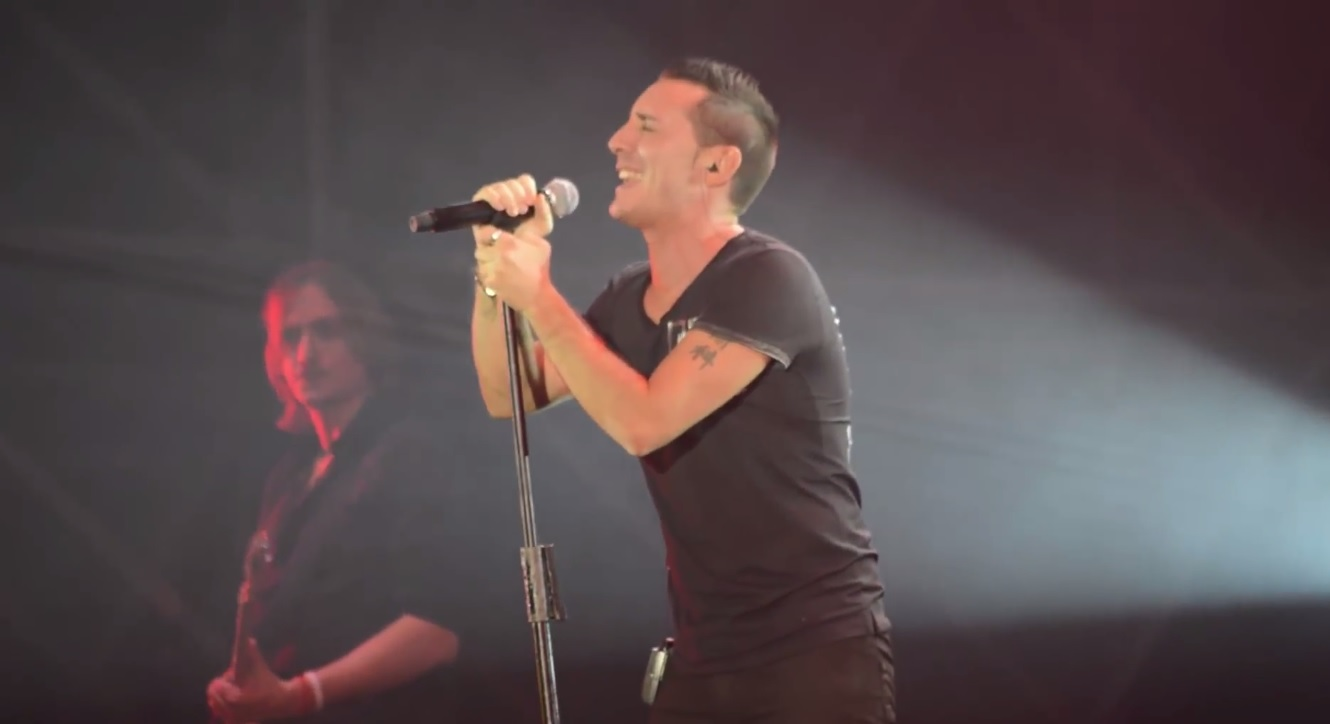
Modà на концерте в Кальяри 2014

Modà (Мода) — итальянская поп-рок-группа, образованная в 2002 году.
После выпуска трех альбомов с неплохим успехом и участия в Фестивале Сан-Ремо в 2005 году с песней Riesci a innamorarmi, группа возвратилась на сцену в 2011 году с альбомом Viva i romantici, который продает более 480 000 копий в Италии, наиболее успешными становятся синглы La notte, Sono già solo и Come un pittore (последний в дуэте с Пау Донесом из группы Jarabedepalo).
В 2011 году группа снова принимает участие в Фестивале Сан-Ремо с песней Arriverà в дуэте с Эммой Марроне, и занимают второе место в конкурсе.
Они также принимают участие в Фестивале Сан-Ремо 2013 года, занимая третье место с песней Se si potesse non morire. Эта же песня и становится главным хитом их пятого альбома Gioia, выпущенного через несколько дней после шоу.

## История
В начале 2000-х годов певец Кекко Сильвестре решает создать группу с музыкантами Тино Альберти и Энрико Пальмози. К ним присоединяется друг детства Кекко, Паоло Бови. Под названием «Pop Doc» группа начинает выступать на некоторых площадках в северной Италии.
Позже, Сильвестре решает заменить название группы в «Modà», вдохновленным названием ночного клуба в коммуне Эрба. Энрико Пальмози решает не играть в группе, а помогать Сильвестре в качестве аранжировщика и соавтора песен группы. Затем к группе также присоединяются гитарист Диего Арригони, бас-гитарист Стефано Форчелла и барабанщик Мануэль Синьоретто. С новым составом в 2003 году группа выпускает мини-альбом с ограниченным тиражом под названием Via d’uscita, записанный в сотрудничестве с Альберто Католо в MassiveArtStudios в Милане. Мини-альбом, содержащий 6 песен, в основном продается в северной Италии в восточных соседних муниципалитетах миланской провинции. После активных живых выступлений, в конце 2003 года, их впервые приглашают в телешоу для программы под названием Con tutto il cuore, в канале Rai 1, где группа выступает с песней Ti amo veramente, который станет ведущим треком одноименного альбома.
В начале 2004 года они получили свой первый контракт с лейблом New Music. В октябре 2004 года группа выпустила свой первый альбом, Ti amo veramente, вместе с синглом Dimmi che non hai paura. После выхода первого альбома промо туры и концерты на итальянских площадках позволяют Modà стать известной для более широкой аудитории и попасть в хит-парады.
В 2005 году группа участвует в Фестивале Сан-Ремо без звукозаписывающей компании, с песней Riesci a innamorarmi. Они получили хорошую критику и много радио- и телевизионных эфиров, даже несмотря на то, что их в первый же день шоу отсеяли.
В августе 2005 года они участвуют во Всемирном дне молодежи, который проходил в Кёльне, где они сыграли свои песни перед огромной аудиторией и представили свой новый трек Nuvole di rock. В конце 2005 года группа прекращает сотрудничество с лейблом New Music, и подписывают контракт с лейблом Around the Music. Позже Паоло Бови (клавишник) покидает группу.
16 мая 2006 года группа запускает сингл Quello che non ti ho detto (Scusami), который имел большой успех в радио а также в продажах. 29 сентября того же года они выпустили свой второй студийный альбом под названием Quello che non ti ho detto (Scusami).
20 октября того же года выходит их второй сингл из альбома Quello che non ti ho detto, Malinconico a metà, получивший довольно приличный успех на радио. Впоследствии группа выпускает песню Grazie gente в качестве третьего сингла, на который был снят видеоклип с самыми важными и захватывающими образами их живых выступлений.
В 2007 году Modà записывает в студии новый альбом, но в ходе процесса два участника группы, гитарист «Тино» и барабанщик Мануэль Синьоретто, покидают группу.
Певец и лидер группы Кекко Сильвестре решает не распускать группу Modà и продолжать музыкальную деятельность вместе с басистом Стефано Форчелла, соло-гитаристом Диего Арригони и двумя новыми инструменталистами: гитаристом Энрико Цаппароли и барабанщиком Клаудио Дирани.
11 апреля 2008 года выходит на радио сингл Sarò sincero, первый трек из третьего студийного альбома, выпущенные в мае под названием Sala d’attesa. Сразу же после выхода альбома начинается турне группы, где Modà выступает в более чем 50 сценах по всей Италии.
Летом 2009 года Modà знакомится с менеджером и председателем радиостанции RTL 102.5 Лоренцо Сураси, и, с поддержкой лейбла Carosello, публикуют новый сингл Timida. В то же время группа готовится к новому турне и продюсированию четвертого альбома под названием Viva i romantici.
12 марта 2010 года выходит сингл с нового альбома, Sono già solo, который становится хитом на радио и достигает второго места в чарте Top Singoli.
8 октября 2010 года был выпущен сингл под названием La notte. И эта песня тоже становится радиохитом и дебютирую на седьмом месте в чарте Top Singoli, впоследствии сингл доходит до второй позиции в чарте.
20 декабря 2010 года подтверждается участие группы на 61-м Фестивале в Сан-Ремо с песней Arriverà, исполняемой в дуэте с Эммой Марроне. Песня занимает второе место, но на деле эта была самой успешной песней фестиваля, и впоследствии она достигает верхней позиции Top Singoli и была сертифицирована мультиплатиновой. Одновременно с участием группы на Фестивале, 16 февраля 2011 года был выпущен их новый четвертый альбом Viva i romantici который достигает первой позиции в рейтинге самых продаваемых альбомов Италии (сохраняя лидерство в течение 5 недель подряд).
Этот альбом устанавливает самый успешный момент группы и достигает сертификации бриллиантового диска, с наибольшим признанием в Италии, с более чем 480 000 проданных копий.
В 2012 году был выпущен сингл Come un pittore, в дуэте с группой Jarabedepalo. Этот сингл был записан на итальянском, на испанском, а также на итальяно-испанском, и достигла больших успехов на национальном уровне став трижды платиновым и самой продаваемой песней Modà.
В 2013 году Modà снова принимает участие в Фестивале Сан-Ремо, заняв там третье место с песней Se si potesse non morire. 14 февраля того же года был выпущен новый альбом под названием Gioia.
В мае они были номинированы в категории Лучшая группа на MTV Italia Awards 2013 года. В июле 2013 года вышел третий сингл, Dimmelo, и в октябре они возобновляют свое турне.
В марте 2014 года они снова идут в турне по семи европейским городам и в Нью-Йорк, а в июле того же года группа впервые выступает на стадионах Олимпико (Рим) и Сан-Сиро (Милан).
6 сентября 2014 года на Канале 5 выходит в эфир концерт Modà, проходивший 19 июля 2014 года, в которого впоследствии добавляются дополнительные закулисные сцены и интервью, для создания концертного фильма, который демонстрировался с 11 ноября во всех крупных итальянских кинотеатрах с названием «Как в кино — Мечта, которая станет реальностью». В тот же день был выпущен CD / DVD диск, под именем 2004-2014 — L’originale, содержащий треки из того же концерта и дуэта с Эммой Марроне на песню Come in un film.
В мае 2015 года, Кекко Сильвестре с фоткой на Instagram объявляет о названии нового альбома Modà, Passione maledetta.
В одном из интервью каналу TGcom24, месяцем позже, певец заявляет что 7 сентября группа будет в студии записывать уже подготовленный диск.
Диск получает также большой успех, как и два предыдущих диска, и этому способствуют сингл È solo colpa mia, и одноимённый с альбомом сингл Passione maledetta, но они не могут повторить успех синглов из предыдущих альбомов.
Альбом продвигается с помощью трех концертов в июне 2016 года — два на стадионе Сан-Сиро в Милане и один на арене Сант-Элия в Кальяри.

## Состав

### Текущий
- Кекко Сильвестре — вокал, клавишные (2002-н.в)
- Энрико Цаппароли — электрогитара, акустическая гитара, (2008-н.в)
- Диего Арригони — электрогитара (2002-н.в)
- Стефано Форчелла — бас-гитара (2003-н.в)
- Клаудио Дирани — ударные (2008-н.в)

### Бывшие участники
- Мануэль Синьоретто — ударные (2003—2007)
- Тино Альберти — гитара (2002—2007)
- Паоло Бови — электронная клавиатура (2002—2007)

## Дискография

### Студийные альбомы
- 2003 — Via d’uscita
- 2004 — Ti amo veramente
- 2006 — Quello che non ti ho detto
- 2008 — Sala d’attesa
- 2011 — Viva i romantici
- 2013 — Gioia
- 2015 — Passione maledetta
- 2016 — Passione maledetta 2.0

### Концертный альбом
- 2014 — 2004-2014 — L’originale